# In These Arms
In These Arms – ballada rockowa zespołu Bon Jovi, którą wydano w 1993 r. na singlu promującym album Keep the Faith. Płytę opublikowała wytwórnia Mercury Records. Drugi singel promujący album; jest jednym z niewielu utworów grupy, gdzie muzykę (intro na keyboardzie) skomponował David Bryan. Utwór był grany na trasach koncertowych zespołu: Have A Nice Day Tour i Lost Highway Tour.

## Spis utworów
Opracowano na podstawie materiału źródłowego.
1. „In These Arms” (5:19)
2. „Keep the Faith” (Live) (6:35)
3. „In These Arms” (Live) (6:07)

## Pozycje na listach przebojów
| Lista                  | Pozycja |
| ---------------------- | ------- |
| Billboard Hot 100      | 27      |
| Mainstream Rock Tracks | 14      |
| UK Top 40              | 9       |
| Austria                | 20      |
| ARIA Singles Chart     | 10      |
| Swiss Music Charts     | 23      |
| Holandia               | 7       |